# Conyza pyrrhopappa
Conyza pyrrhopappa là một loài thực vật có hoa trong họ Cúc. Loài này được Sch.Bip. ex A.Rich. mô tả khoa học đầu tiên.